# Gérard Poteau
Gérard Poteau est un dramaturge, écrivain, metteur en scène et réalisateur français.

## Filmographie
Scénariste
- 1978 : Les Filles du régiment de Claude Bernard-Aubert
- 1982 : Les P'tites Têtes de Bernard Menez

Réalisateur et scénariste
- 1976 : Ozraceni (téléfilm)
- 1982 : Salut, j'arrive

## Publications
- Gérer les activités culturelles de la commune, Éditions de l'Atelier, 1996
- Le Fou d'Assise, Hors Commerce, 2004
- Le Déjeuner de Giverny, Hors Commerce, 2006
- Le Général Comte Le Marois, aide de camp de l'Empereur, Isoète Éditions, 2011
- Le Jour d'après, Acoria, 2014
- Madiba, Acoria, 2016
- La mystérieuse Kathleen Newton, Ex Æquo, 2017 - Prix Gustave Flaubert 2019[1], mention spéciale du jury"
- L'or du Sphinx, Ex Æquo, 2018
- L'Aigle et la Créole, Ex Æquo, 2019
- Claude MONET, fragments d'une vie (éditions des Falaises, 2021) - Prix Pellecat 2021 de l'Académie des Sciences, Belles Lettres et Arts de Rouen.
- Les Ombres de Miramar (Éditions des Falaises, 2022) - Prix André Maurois 2024 (Société des écrivains Normands).
- 100 Clés du Nord Cotentin (Éditions des Falaises, 2023).
- À la table des amours célèbres (Éditions des Falaises, 2023)
- Les orientalistes mirages d'Orient (Éditions des Falaise, 2024)
- À la table des écrivains (Éditions des Falaises, 2024)
- Au-delà du songe (Editions In Octavo, 2025)